# Santa Maria della Febbre
Santa Maria della Febbre ou Igreja de Nossa Senhora da Febre era uma igreja de Roma, Itália, localizada no rione Borgo, demolida no século XVIII. Ela era uma das quatro igrejas que ficavam ao lado do átrio da Antiga Basílica de São Pedro juntamente com Santa Maria in Turri, Sant'Apollinare ad Palmata e San Vincenzo Hierusalem. Todas foram demolidas para permitir a construção da nova basílica no início do século XVII, com exceção de Santa Maria della Febbre, que foi transformada em sacristia e demolida somente no século seguinte para permitir a construção da moderna sacristia da basílica.

## História e descrição
O nome desta igreja é uma referência a uma imagem sagrada invocada como padroeira contra a febre malária. O local era dominado ainda pela Rotunda di Sant'Andrea, um dos dois edifícios de planta central ao sul do flanco sul da grande basílica paleocristã, originalmente um mausoléu da época imperial. O outro, demolido ainda durante a construção do braço meridional da Basílica de São Pedro no século XVI, era conhecido como "Rotonda" ou "Cappella di Santa Petronilla".
A pouca distância ficava o obelisco Vaticano, que, depois, foi depositado em 1586, por Domenico Fontana, por ordem do papa Sisto V Peretti à frente da nova basílica ainda em construção. A Capela de Santa Maria della Febbre sobreviveu a todas as fases da obra da nova basílica entre os séculos XVI e XVII, mas acabou anexada como sacristia da grande igreja. Por um período, abrigou a "Pietà" de Michelangelo. Todavia, as exigências cultuais obrigaram que, entre 1776 e 1784, durante o pontificado do papa Pio VI (r. 1775–1799), o edifício fosse destruído para permitir a construção de uma nova sacristia de Carlo Marchionni.

## Galeria

Imagens da igreja
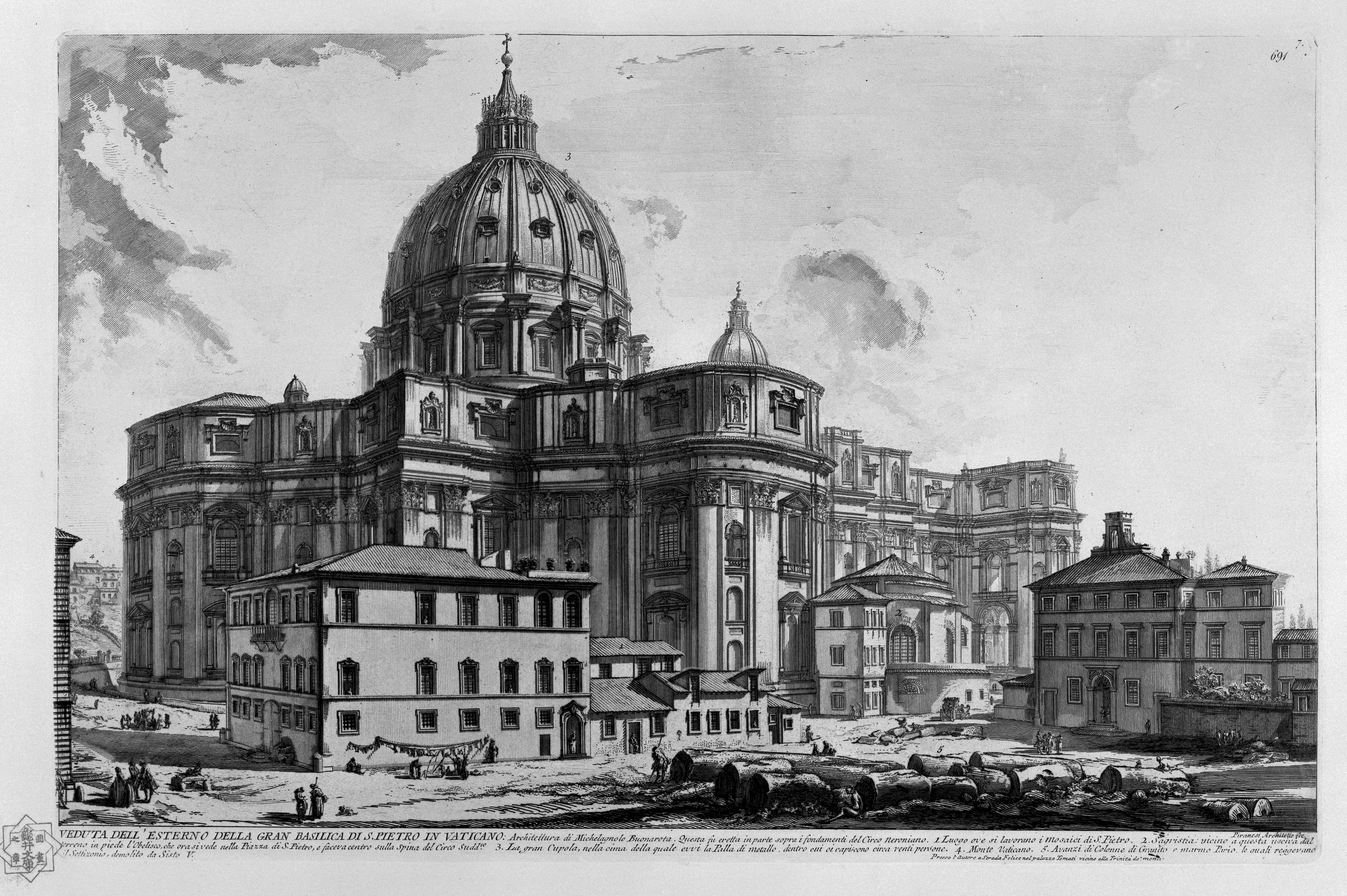
Gravura de Piranesi do século XVIII mostrando a rotunda de Santa Maria (a Rotunda di Sant'Andrea) ainda em pé ao lado da nova basílica.
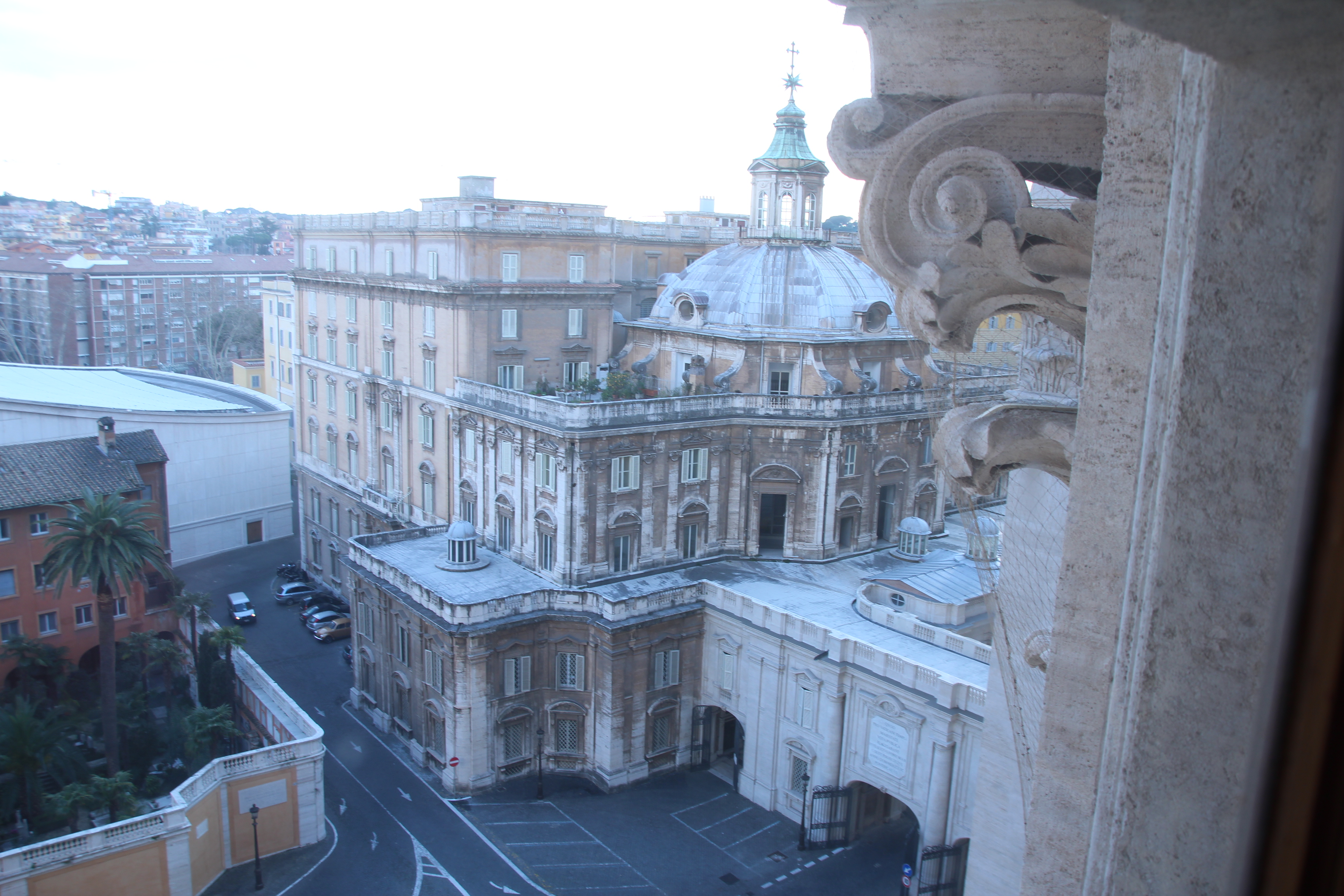
O mesmo local hoje, com a nova sacristia da Basílica de São Pedro ocupando o espaço.